# Marry the Night
«Marry the Night» — пісня американської співачки Lady Gaga, п'ятому сингл з другий альбому співачки «Born This Way». Випущений 15 листопада 2011 року.
Продюсерами синглу виступили Lady Gaga та Fernando Garibay.